# Bracon brachyurus
Bracon brachyurus är en stekelart som beskrevs av William Harris Ashmead 1891. Bracon brachyurus ingår i släktet Bracon och familjen bracksteklar. Inga underarter finns listade.